# Fenner (Nueva York)
Fenner es un pueblo ubicado en el condado de Madison en el estado estadounidense de Nueva York. En el año 2000 tenía una población de 1,680 habitantes y una densidad poblacional de 21 personas por km².

## Geografía
Fenner se encuentra ubicado en las coordenadas 42°58′42″N 75°46′52″O / 42.97833, -75.78111.

## Demografía
Según la Oficina del Censo en 2000 los ingresos medios por hogar en la localidad eran de $43,846 y los ingresos medios por familia eran $46,447. Los hombres tenían unos ingresos medios de $31,726 frente a los $25,573 para las mujeres. La renta per cápita para la localidad era de $19,409. Alrededor del 7.1% de la población estaban por debajo del umbral de pobreza.